# Núria Rossell i Vilar
Núria Rossell Vilar (Badalona, Barcelonès, 11 de setembre de 1953) és una jugadora de basquetbol catalana, ja retirada.
Formada en les categories inferiors del Club Joventut Badalona, va competir amb el primer equip, entrenat per Pere Gol, a la primera divisió. La temporada 1972-73 va incorporar-se a la UE Mataró, amb el qual va aconseguir dos títols de Lliga espanyola. Posteriorment va fitxar pel Picadero JC la temporada 1975-76, on va guanyar també la Lliga i la Copa de la Reina, finalitzant la seva carrera esportiva al CIBES. Fou internacional amb la selecció espanyola en tres ocasions i l'any 2010 nomenada Històrica del Bàsquet Català per la Fundació de Bàsquet Català.

## Palmarès
- 4 Lliga espanyola de bàsquet femenina: 1972-73, 1973-74, 1975-76, 1977-78
- 1 Copa espanyola de bàsquet femenina: 1977-78